# Mandalay Bay Resort and Casino
Le Mandalay Bay Resort and Casino est un hôtel de luxe de 39 étages avec casino, situé sur le Las Vegas Strip à Paradise. Il est détenu et exploité par MGM Resorts International. Les cinq derniers étages de la tour sont occupés par un hôtel Four Seasons.
Le Mandalay Bay possède 3 309 chambres d'hôtel, 24 ascenseurs et un casino de 12 500 m2. Le Mandalay Bay Convention Center qui est adjacent à l'hôtel a une surface de 93 000 m2. En outre, la Michelob Ultra Arena est une arène omnisports de 12 000 places. Le Mandalay Bay Tram (en) le relie au Luxor et à l'Excalibur.

## Historique
Le l'Hacienda a été achetée 80 millions de dollars. Il a été fermé le 1er décembre 1996 et a été détruit pendant la Saint Sylvestre de 1996. Le projet a été mis en place le 31 décembre 1996, en tant que thème hawaïen "Project Paradise" et devrait coûter 950 millions de dollars. En février 1998, le projet a été rebaptisé Mandalay Bay. 
Pendant la construction de l'hôtel, les ingénieurs ont découvert qu'une partie de la tour était descendue d'environ 60 centimètres. La construction du Mandalay Bay Resort and Casino fut retardée.
Le Mandalay Bay fut inauguré le 2 mars 1999. Les acteurs Dan Aykroyd, James Belushi, et John Goodman étaient présents et faisaient une parade en Harley-Davidson devant les portes du Mandalay Bay, le jour de la grande ouverture.
Le Mandalay Bay Convention Center a été ajouté en janvier 2003. Quand il fut inauguré, il a été classé en tant que cinquième plus grand aux États-Unis avec environ 93 000 m2 de surface et une salle de bal de 9 000 m2. 
Le 17 décembre 2003, une nouvelle tour de 43 étages a vu le jour avec ses 1 117 suites, THE hotel at Mandalay Bay. En août 2012, cette extension du complexe est cédée pour partie au groupe Morgans Hotel pour réduire l'endettement du groupe MGM Resorts International. Un nouveau complexe appelé Delano Las Vegas ouvre en 2014.
Le journal Las Vegas Review publiait un article sur The Place, un nouveau condo-hôtel du complexe Mandalay Bay, qui serait construit le long de l'Hacienda Avenue, entre le Luxor et le Mandalay Bay.
Le 1er octobre 2017, un homme se situant au 32e étage de l'hôtel, tire sur la foule d'un concert se situant en contrebas. La fusillade blesse environ 500 personnes et cause la mort de 60 personnes. Il s'agit de la fusillade la plus meurtrière de l'histoire des États-Unis.

## Description
Le Mandalay Bay Resort and Casino est situé au sud de l'hôtel Luxor, et en face de l'aéroport international McCarran. Son adresse est : 3950 South Las Vegas boulevard.

C'est un hôtel 4 étoiles ayant pour thème l'Asie, Mandalay étant une des principales villes de la Birmanie. Haut de 146 mètres (soit 480 pieds), il comporte 3 309 chambres réparties sur 39 étages. Une extension nommée THEhotel at Mandalay Bay a vu le jour en 2004 pour agrandir le complexe Mandalay Bay. Il y a 1 117 chambres à "The Hotel", ce qui amène le tout à 4 426 chambres et en fait le troisième plus grand hôtel du monde juste derrière le MGM Grand Las Vegas qui en possède 5 005 et The Venetian qui en possède plus de 7 000 depuis son extension au début de 2008.
- Le Mandalay Place est le centre commercial du Mandalay Bay avec 36 magasins.
- La Sunrise and Sunset Chapels est une chapelle de mariage,
- Le Mandalay Bay compte deux spa Mandalay Spa et BathHouse Spa (un spa est un centre de remise en forme)
- La Mandalay Beach (la plage du Mandalay Bay) et la Moorea Beach sont les deux grands espaces piscines du complexe.

## Services de l'hôtel

### Chambres
- Deluxe Room
- Bay Suite
- Great Room Suite
- Sky View Suite
- Extra Bedroom Suite
- X3 Suite
- Vista Suite
- Media Suite
- Hospitality Suite
- Superior Room (Four Seasons)
- Deluxe Room (Four Seasons)
- Strip View Room (Four Seasons)
- Strip View Studio (Four Seasons)
- Four Seasons Executive Suite (Four Seasons)
- One Bedroom Suite (Four Seasons)
- Strip View One Bedroom Suite (Four Seasons)
- Valley View Suite (Four Seasons)
- Sunrise/Sunset Suite (Four Seasons)
- Presidential Strip View Suite (Four Season)

### Mandalay Bay Convention Centeret Ballrooms
Le Mandalay Bay dispose d'un centre de convention depuis janvier 2003 qui était comptabilisé comme le cinquième plus grand du pays avec une surface de 93 000 m2.
Le bâtiment a plusieurs salles de bal (ballrooms) dont la plus grande est de 9 000 m2.

## Attractions
Plusieurs shows ont lieu au Mandalay Bay dont la comédie musicale Mamma Mia!. Le 30 septembre 2008, la comédie musicale Le Roi lion est annoncée pour démarrer le 2 mai 2009 au Mandalay Bay. À partir du 23 mai 2013, une nouvelle production du Cirque du Soleil sera présentée, intitulée Michael Jackson : ONE, un spectacle-hommage.
L'hôtel dispose de la Mandalay Beach, une plage de 4,5 ha, avec deux piscines chauffantes, une piscine à vagues et la Lazy river qui comporte une petite chute d'eau. Il y a également deux restaurants à la plage. Le secteur des piscines est considéré parmi les meilleurs à Las Vegas, gagnant la récompense 2006 du Las Vegas Review Journal's Reader's comme « Best Pool of Las Vegas ». 
Pour garder le thème tropical de l'Asie du sud, le bâtiment possède le Shark Reef at Mandalay Bay (« récif aux requins »), un aquarium avec de l'eau de mer contenant le troisième plus grand réservoir en Amérique du Nord. Une autre attraction populaire est la House of Blues, un lieu pour la musique en live avec un restaurant, d'une capacité approximative de 1 800 places.
Il y a 24 restaurants et cafés au resort. Michael Mina, Charlie Palmer, Hubert Keller, Wolfgang Puck et Mary Sue Milliken and Susan Feniger (Too Hot Tamales) sont tous liés aux restaurants du Mandalay Bay.

## Le Mandalay Bay au cinéma et à la télévision
- Las Vegas (série télévisée) - 2003-2008
- Rocky Balboa - 2006
- Modern Family - 2009

## Galerie

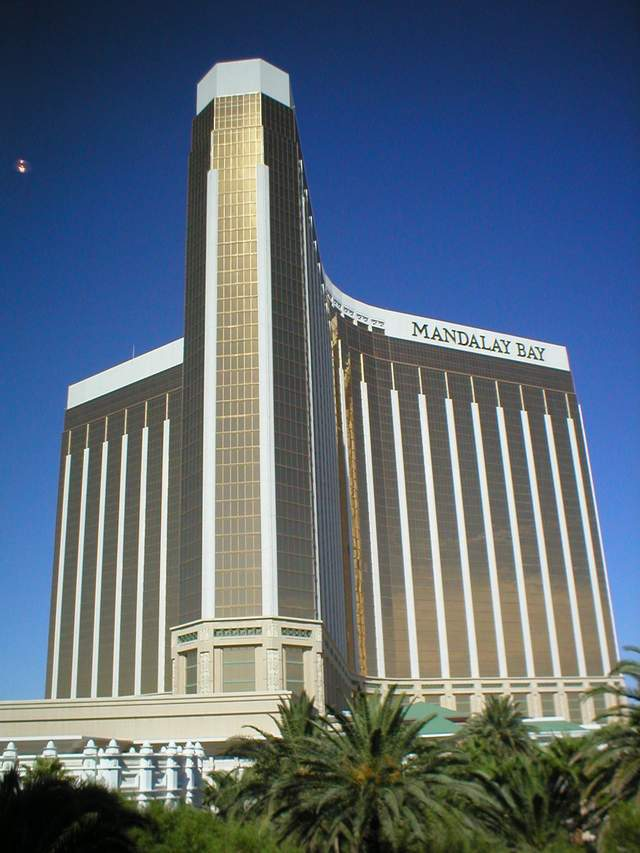
Le Mandalay Bay Resort de Las Vegas
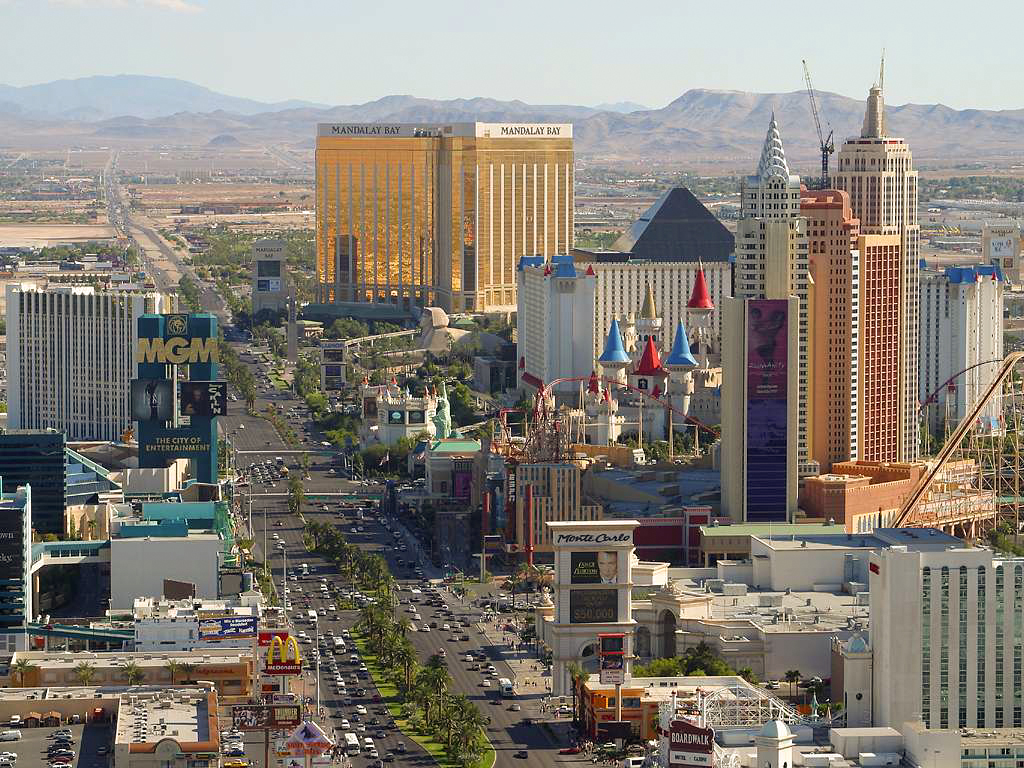
Le Strip (Las Vegas Boulevard)
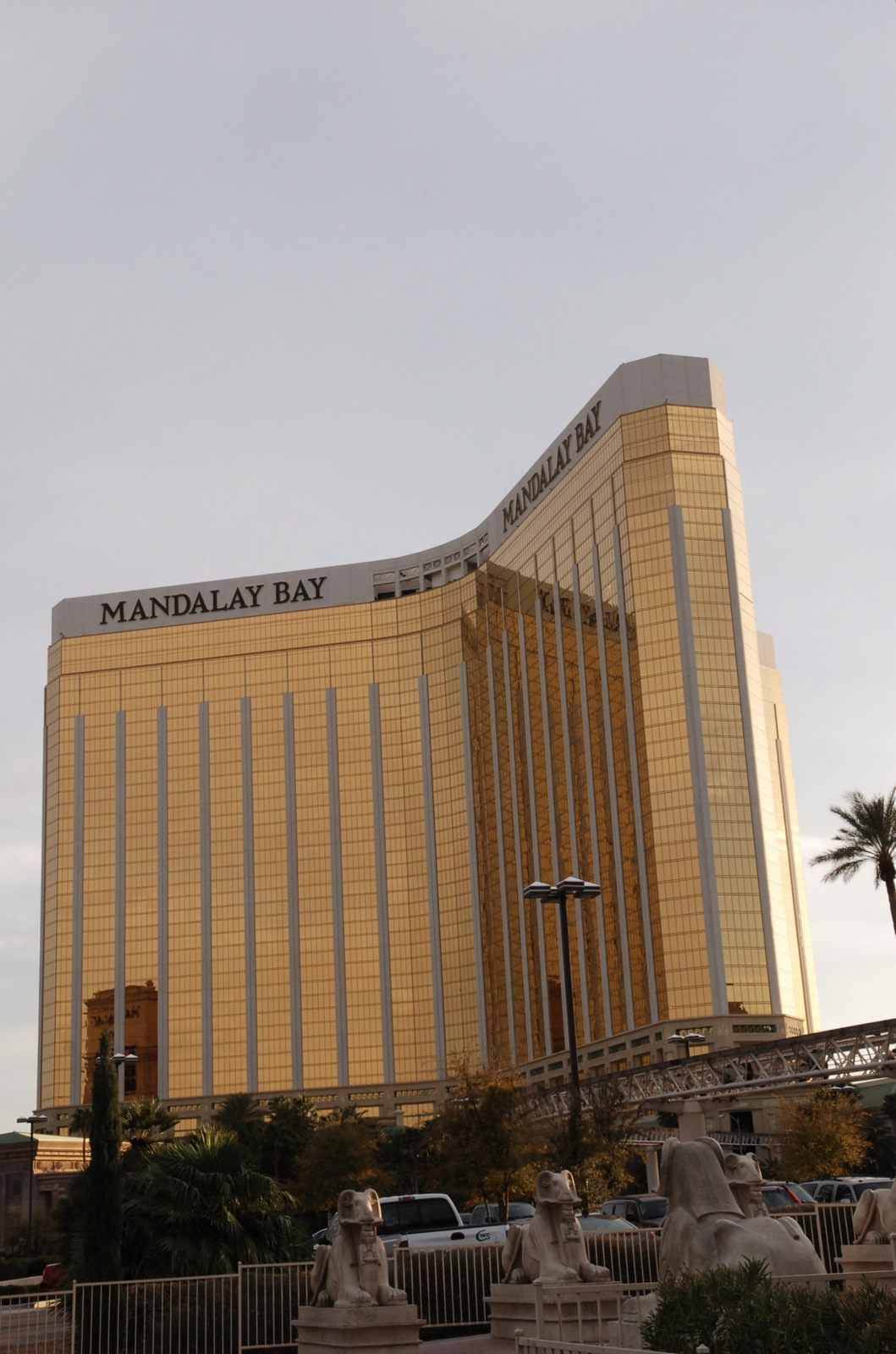
La façade dorée de l'hôtel

### Les restaurants

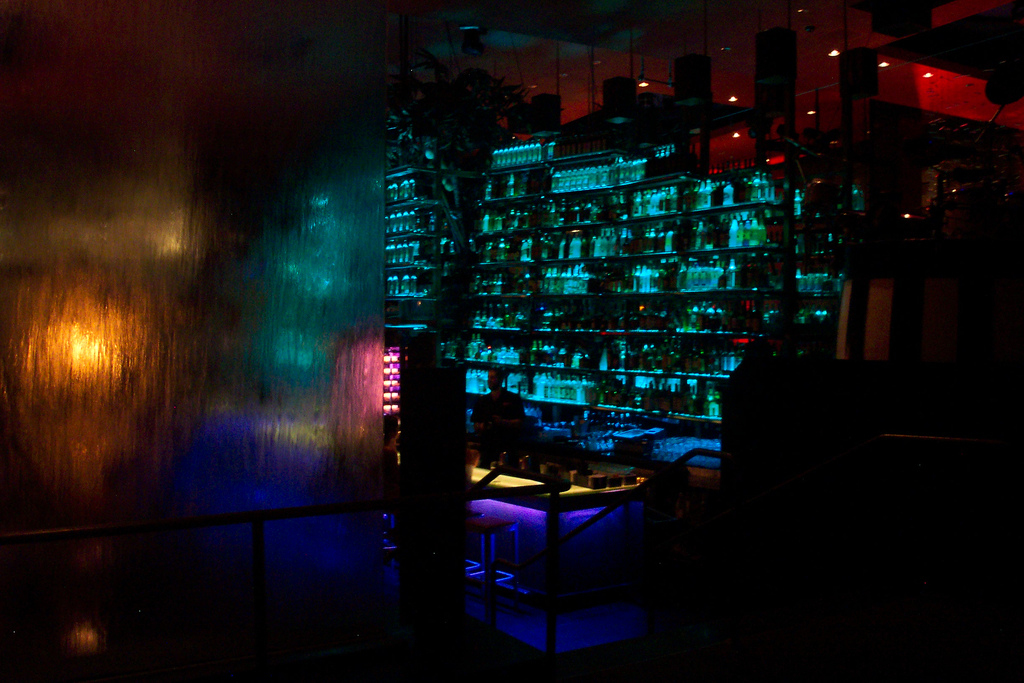
Le Rumjungle
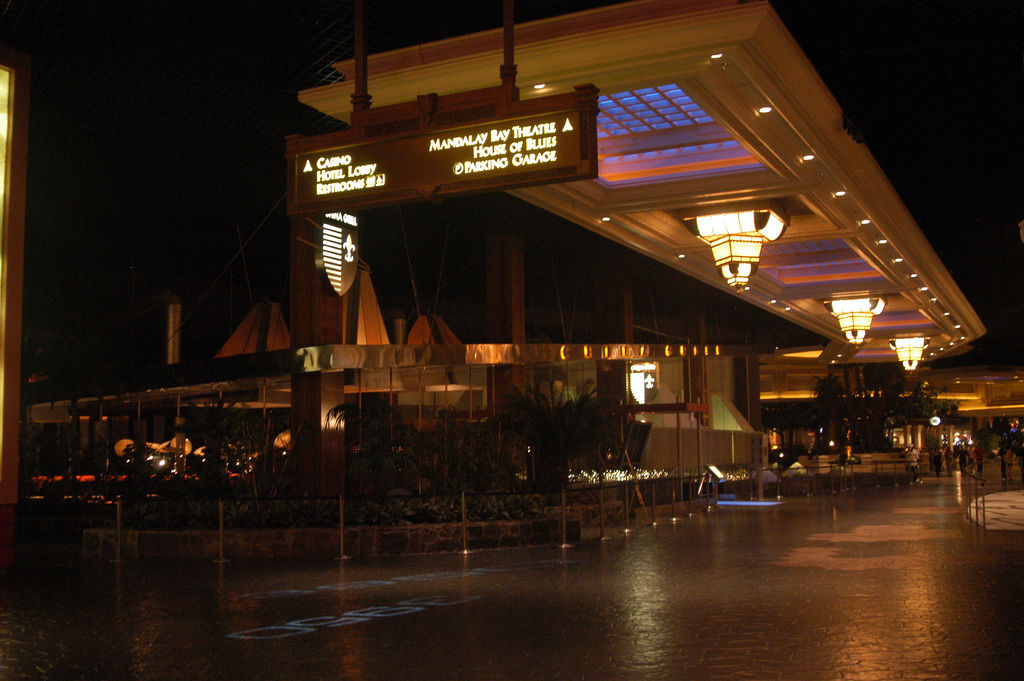
L'entrée du China Grill
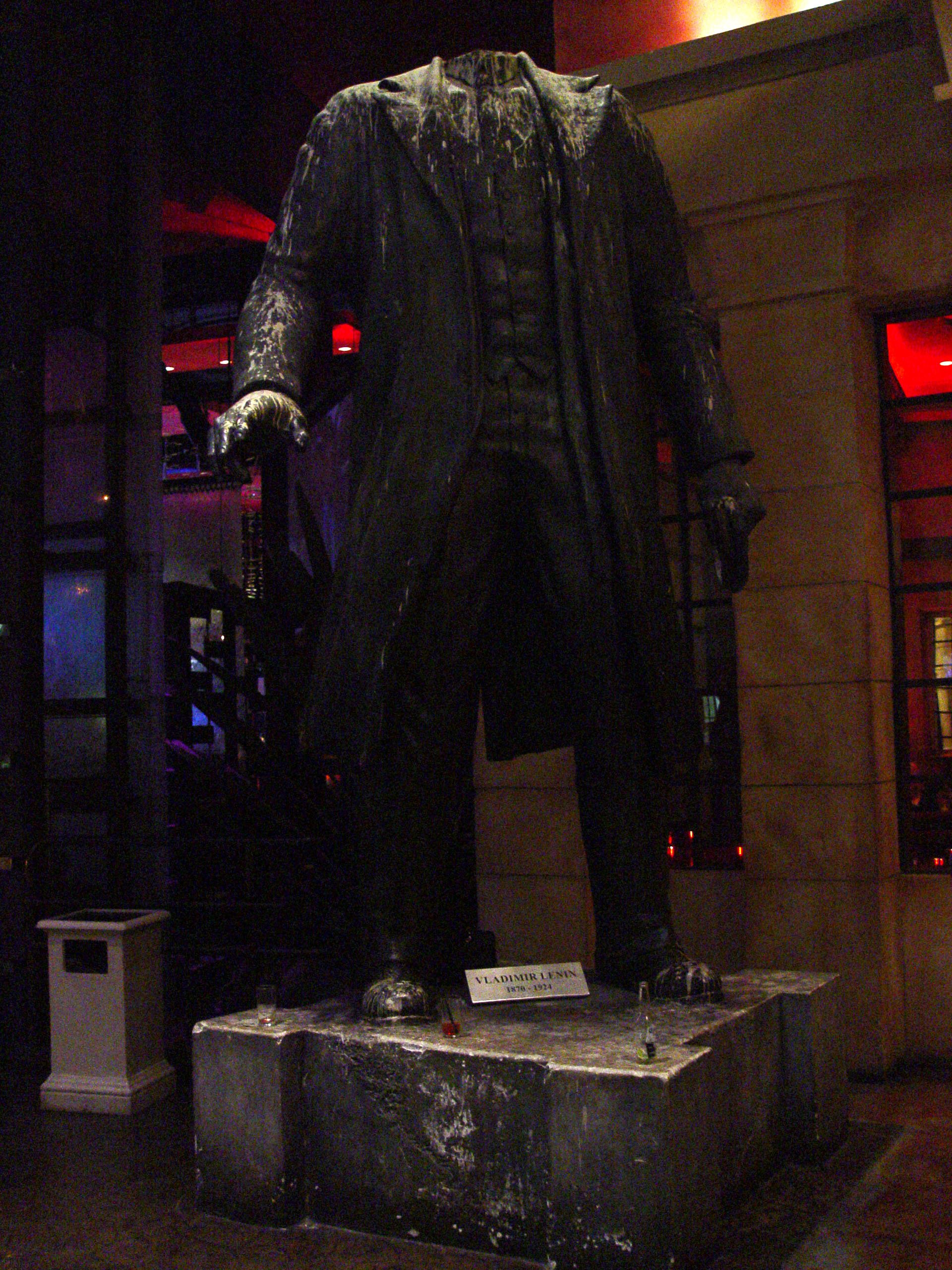
L'entrée du "Red Square" : Lénine avec la tête coupée